# Ōkubo Tadanori
Pour les articles homonymes, voir Ōkubo.
Ōkubo Tadanori est un nom japonais traditionnel ; le nom de famille (ou le nom d'école), Ōkubo, précède donc le prénom (ou le nom d'artiste).
Ōkubo Tadanori (大久保 忠礼) (13 janvier 1842 - 10 août 1897) est le 9e daimyō du domaine d'Odawara dans la province de Sagami, (moderne préfecture de Kanagawa) à la fin de l'époque d'Edo de l'histoire du Japon. Avant la restauration de Meiji, son titre de courtoisie est Kaga no Kami.

## Biographie
Ōkubo Tadanori est un neveu de Tokugawa Nariaki, ce qui en fait un cousin du shōgun Tokugawa Yoshinobu. Il est le cinquième fils de Matsudaira Yorihiro, daimyō du domaine de Takamatsu dans la province de Sanuki. À la mort d'Ōkubo Tadanao, ancien daimyō d'Odawara en 1859, il est adopté par le clan Ōkubo comme 11e chef du clan et, par défaut, daimyō du domaine d'Odawara. Il occupe un certain nombre de fonctions au sein de l'administration du shogunat Tokugawa, dont sōshaban (maître des cérémonies) en novembre 1863, et accompagne le shogun Tokugawa Iemochi lors de sa visite à Kyoto en 1864. Il est brièvement nommé Kōfu jōdai de la province de Kai de septembre à décembre 1867.
Durant la guerre de Boshin de la restauration de Meiji, il permet aux forces pro-impériales de l'alliance Satchō de traverser le col de Hakone sans opposition. Toutefois, en mai 1868, il rencontre Hayashi Tadataka et d'autres membres de la résistance pro-Tokugawa et indique sa volonté de soutenir leur cause. Avec la chute d'Edo aux mains de l'Alliance Satchō, il change de camp et rencontre les dirigeants de l'Alliance Satchō à Edo pour plaider sa cause. Considéré comme un traître à la cause impériale, il lui est ordonné de se retirer de la vie publique, et ses titres sont transférés à Ōkubo Tadayoshi, daimyō du domaine d'Ogino-Yamanaka, branche cadette du domaine d'Odawara.
En juillet 1875, lorsque Tadayoshi se retire de la vie publique, Tadanori reprend la direction du clan Ōkubo. En 1884, avec la création du nouveau système nobiliaire kazoku par le gouvernement de Meiji, il est fait vicomte (shishaku). Il décède le 10 août 1897 et sa tombe se trouve au Saisho-ji, temple du clan situé sans l'arrondissement de Setagaya à Tokyo.

## Source de la traduction
- (en) Cet article est partiellement ou en totalité issu de l’article de Wikipédia en anglais intitulé « Ōkubo Tadanori » (voir la liste des auteurs).